# ايفان غارسيا
ايفان غارسيا (بالإسبانية: Iván García Casado)‏ (و. 1986  م) هو لاعب كرة سلة إسباني، ولد في برشلونة، مركز لعبه هو لاعب هجوم صغير الجسم.

## روابط خارجية
- ايفان غارسيا على موقع الاتحاد الدولي لكرة السلة (الإنجليزية)
- ايفان غارسيا على موقع الدوري الإسباني لكرة السلة (الإسبانية)
- ايفان غارسيا على موقع كرة السلة الأوروبية.كوم (الإنجليزية)
- ايفان غارسيا على موقع ريلجم (الإنجليزية)
- ايفان غارسيا على موقع بروبوليرز (الإنجليزية)
- ايفان غارسيا على موقع سبورتس رفرنس (الإنجليزية)